# Granada (Québec)
Pour les articles homonymes, voir Granada.
Granada est un secteur de la ville de Rouyn-Noranada, au Québec (Canada). Nommé d'après une compagnie minière y opérant au début du xxe siècle, les environs sont ensuite colonisés à des fins d'agriculture dans le sillage du plan Vautrin.
Une municipalité est érigée en 1978, puis annexée en 1995 par Rouyn-Noranda. Les limites du secteur actuel reprennent celles de l'ancienne municipalité.

## Toponymie
Le nom « Granada » évoque le souvenir de la compagnie Granada Gold Mines, qui entreprend des travaux de prospection dès 1927 et exploite une mine d'or entre 1930 et 1937. La compagnie est elle-même nommée afin d'évoquer l'exotisme, avec un nom qui rappelle la ville de Grenade, en Andalousie.
Saint-Guillaume, nom de la paroisse canonique et de l'ancienne municipalité, est choisi pour honorer Guillaume Forbes, évêque d'Ottawa, tandis que l'hagionyme rappelle saint Guillaume Le Grand, personnalité politique et militaire contemporaine de Charlemagne.

## Géographie
Les limites du secteur correspondent à celles de l'ancienne municipalité de Saint-Guillaume-de-Granada, rattachée à Rouyn-Noranda le 13 décembre 1995. Le village est situé au centre géographique du territoire de la ville de Rouyn-Noranda, à 6 km au sud de l'aire urbanisée de la ville de Rouyn-Noranda et au nord du secteur Bellecombe.
Le territoire de Granada est parsemé de lacs, parmi lesquels les lacs Bruyère et Vallet.
La population du secteur est de 2 965 habitants en 2016.

## Histoire

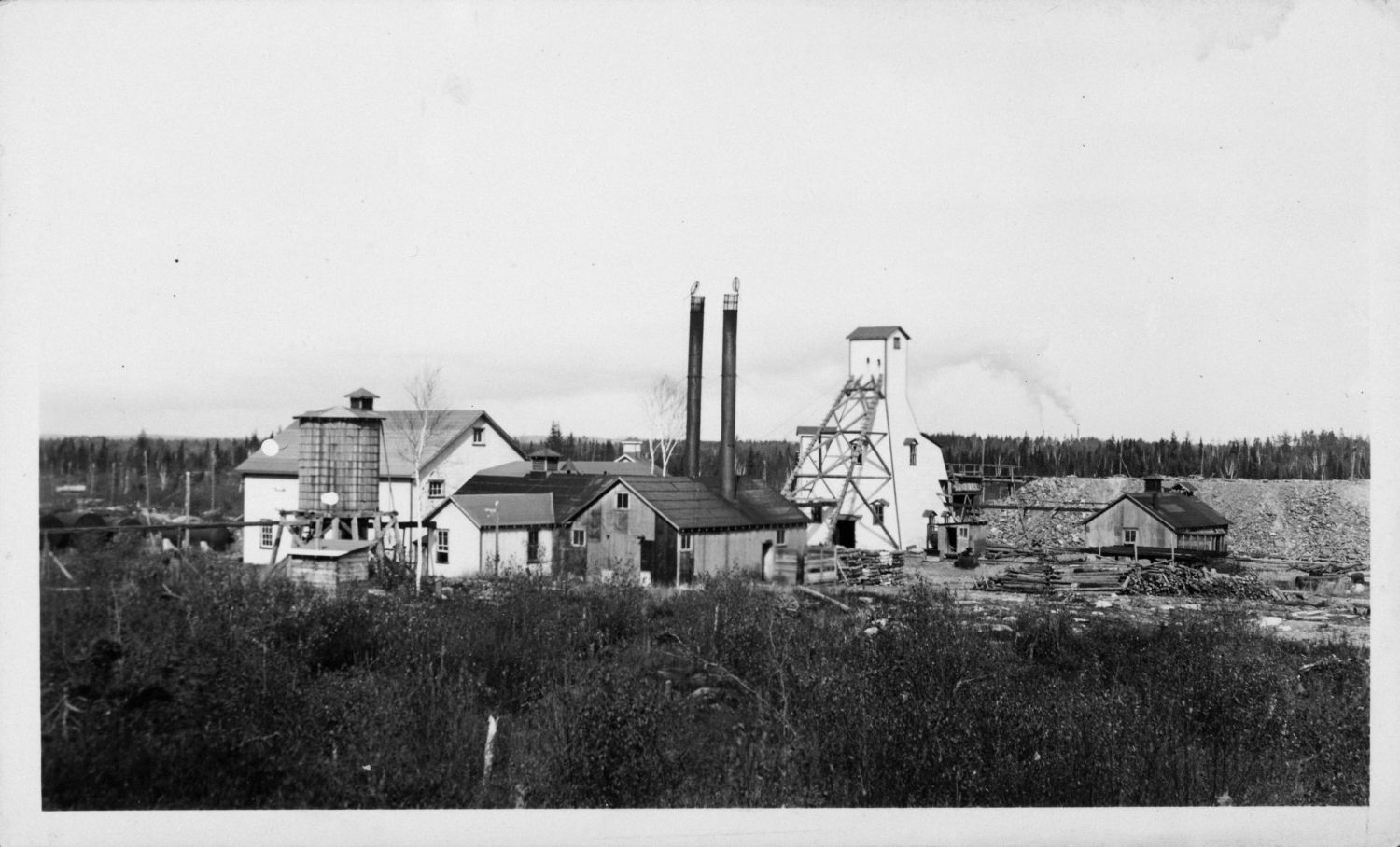
La mine d'or de Granada vers 1930.

Dans la frénésie de la prospection minière du début des années 1920 dans la région de Rouyn, W.A. et R.C. Gamble découvrent d'importants filons aurifères dans le secteur de Granada en 1922 et 1923. Des travaux sont effectués par la compagnie Granada Gold Mines à partir de 1927, et la production débute en 1930 avec un puits vertical et un puits incliné. La mine est agrandie en 1933,. Pendant ce temps, à proximité, un village prend forme, habité par les travailleurs. La mine est détruite en 1935 par un incendie des installations. Des levés géophysiques et des évaluations sont réalisées à la fin du xxe siècle, et la réouverture d'une mine est jugée proable en 2019.
Au milieu des années 1930, quelques familles en provenance de l'Outaouais viennent s'installer aux abords du lac Pelletier, incités par le Plan Vautrin. Pendant les premières années de la colonie, des feux de forêts compromettent la récolte de bois de chauffage pour les habitants, mais la cueillette de bleuets dans les années subséquentes fournit un revenu d'appoint qui permet de compenser les pertes.
La mission Saint-Guillaume-de-Granada est fondée en 1935, puis érigée en paroisse en 1968. Un presbytère est construit en 1936, et les messes y sont célébrées avant la finition de l'église en 1937.
La municipalité de Saint-Guillaume-de-Granada est constituée le 1er janvier 1978. Celle-ci est regroupée avec la ville de Rouyn-Noranda le 13 décembre 1995.

## Personnalités
Le docteur Réal Lacombe est l'instigateur du programme Villes et villages en santé, primé par l'Organisation mondiale de la santé.